# 若宮古墳 (和水町)
若宮古墳（わかみやこふん）は、熊本県玉名郡和水町江田にある古墳。形状は前方後円墳。熊本県指定史跡に指定されている。

## 概要
熊本県北部、菊池川東岸における諏訪原台地の南縁に築造された古墳である。現在は墳頂に若宮社が祀られ、墳丘は大きく改変を受けているほか、発掘調査は実施されていない。
墳形は前方後円形で、前方部を南西方向に向ける。現在の墳丘長は30メートルであるが、元は50メートル程度であったと推定される。墳丘外表では須恵器片（高坏・甕）が最終されているが、埴輪は認められていない。また墳丘周囲に周溝も認められていない。埋葬施設として、戦後に家形石棺が出土したというが、現在は埋め戻されているため詳らかでない。築造時期は古墳時代中期の5世紀代と推定される。
古墳域は1973年（昭和48年）に熊本県指定史跡に指定されている。

## 遺跡歴
- 戦後、家形石棺の出土（現在は埋め戻し）。
- 1973年（昭和48年）11月26日、熊本県指定史跡に指定。

## 墳丘
墳丘の規模は次の通り。
- 墳丘長：現存30メートル（推定復元50メートル）
- 後円部
  - 直径：20メートル
  - 高さ：5.5メートル

## 文化財

### 熊本県指定文化財
- 史跡
  - 若宮古墳 - 1973年（昭和48年）11月26日指定。